# Addison Rae
Addison Rae Easterling (Lafayette (Louisiana), 6 oktober 2000), bekend als Addison Rae, is een Amerikaanse zangeres, singer-songwriter en danseres. Ze is bekend geworden op TikTok. Op 4 januari 2021 had ze meer dan 4 miljard likes en 73,4 miljoen volgers op TikTok verzameld, en was ze de op een na meest gevolgde persoon op het platform.

## Carrière
Addison begon op zesjarige leeftijd competitief te dansen, waarbij ze wedstrijden in het hele land bijwoonde. Ze kwam in juli 2019 bij TikTok en uploadde dansvideo's naar populaire liedjes op het platform. Ze maakt deel uit van de TikTok-samenwerkingsgroep The Hype House sinds december 2019, toen het werd opgericht. In januari 2020 tekenden Easterling en haar ouders met talentbureau WME. In maart 2020 schreef de Australische rapper The Kid Laroi een nummer vernoemd naar de tiktokster.

## Privéleven
Addison groeide op in Lafayette in de staat Louisiana. Haar ouders zijn Monty Lopez en Sheri Easterling. De ouders van Addison hebben ook hun eigen TikTok-accounts. Vanaf juni 2020 heeft haar moeder, Sheri meer dan 7,7 miljoen volgers, terwijl haar vader, Monty meer dan 2,5 miljoen volgers heeft. Ze heeft twee jongere broers. Voordat ze in december 2019 naar Los Angeles verhuisde voor haar carrière op TikTok, ging ze kort naar de Louisiana State University waar ze sportuitzendingen studeerde. Easterling was oorspronkelijk van plan om een omroeporganisatie voor sportactiviteiten te worden.